# Cecidomyia gemini
Cecidomyia gemini är en tvåvingeart som först beskrevs av Bremi 1847.  Cecidomyia gemini ingår i släktet Cecidomyia och familjen gallmyggor.
Artens utbredningsområde är Schweiz. Inga underarter finns listade i Catalogue of Life.